# アピタパワー新守山店
アピタパワー新守山店 (アピタパワーしんもりやまてん) は、愛知県名古屋市守山区新守山に所在し、ユニー株式会社が運営するショッピングセンター。

## 概要
2000年（平成12年）11月17日、JR貨物（JRF）がJR中央本線 新守山駅の貨物ホーム跡を再開発して建設した「JRF新守山ショッピングセンター」のキーテナント「アピタ新守山店」として開店した。建物の構造は5階建て。1階と2階が店舗空間、3階～5階、屋上が立体駐車場になっている。当時の守山区ではユニー守山店（ピアゴ守山店を経て、現在のピアゴパワー守山店）に次ぐ2番目の店舗である。
隣接するロイヤルホームセンター新守山店も登記上同じ「JRF新守山ショッピングセンター」の一部である。
2017年（平成29年）2月17日、2Fにカルチュア・コンビニエンス・クラブが運営する書店&カフェ『草叢BOOKS』がオープン。それに伴い、2016年6月時点で出店していたフードコート・ゲームコーナーなどいくつかの専門店が退店。アピタ直営店舗の取り扱い品目も減少している。
2018年（平成30年）1月8日をもって、2Fの旧衣料品売場の部分を閉鎖し、同年3月16日に食料品売場がリニューアル、同年4月27日には全館リニューアルオープンしている。
2021年（令和3年）8月27日、再リニューアルにより「アピタパワー新守山店」に改称。ユニー直営売場（食料品売場）を「食の殿堂ユーストア」としてリニューアルしたほか、新たにUDリテール運営の「ドン・キホーテ」を導入した。

## テナント

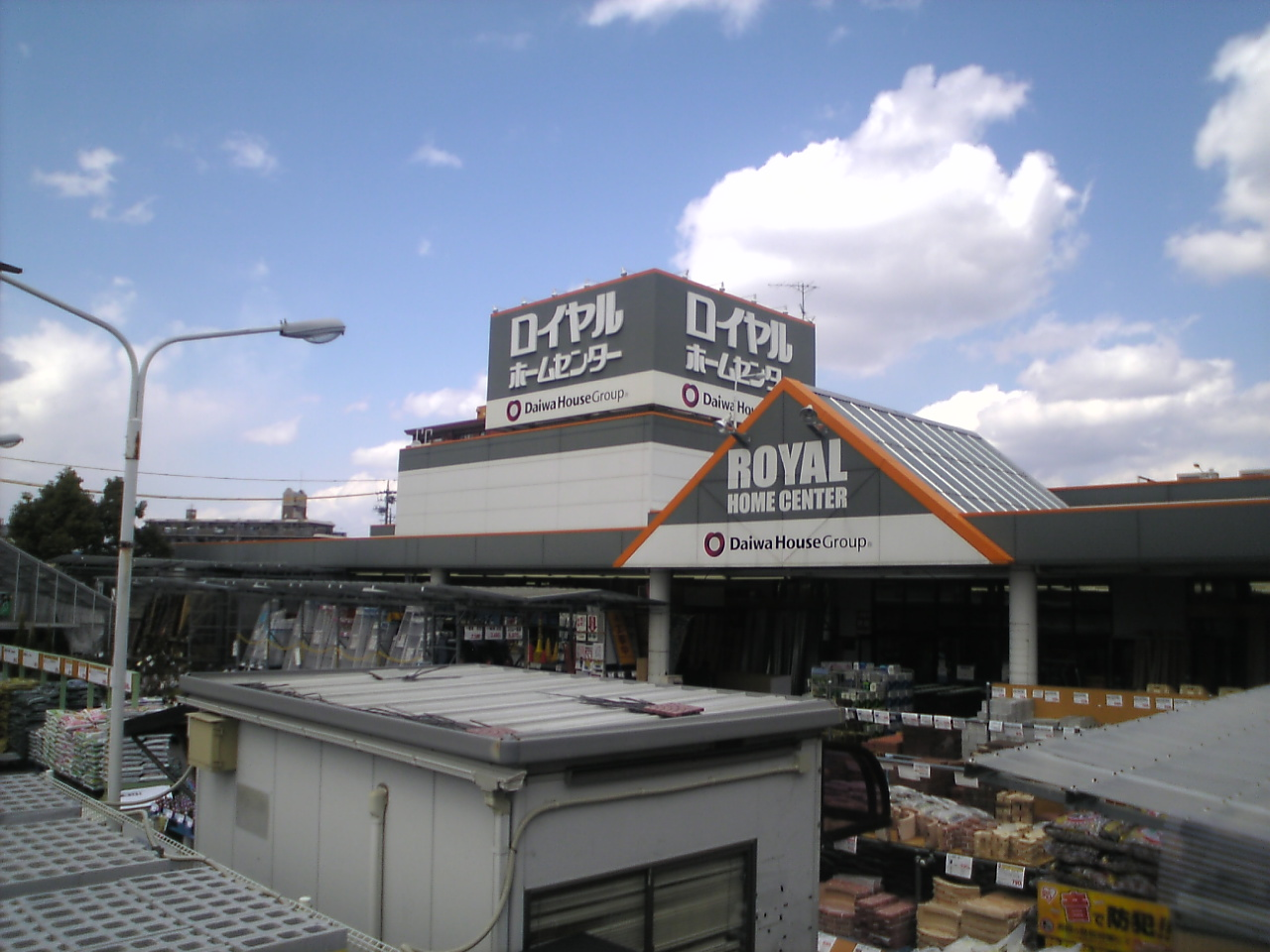
ロイヤルホームセンター

- 食の殿堂ユーストア
- 草叢BOOKS
  - TSUTAYA
  - スターバックスコーヒー
- ドラッグユタカ
- GU
- ABCマート
- セリア
- ドン・キホーテ
- ドトールコーヒー

## 周辺
- ケーズデンキ新守山店
- マルハン新守山駅前店
- 守山いつき病院（旧：名古屋市立東部医療センター守山市民病院）
- 守山城